# Slatina pod Lieskovcom
Slatina pod Lieskovcom je přírodní rezervace v katastrálním území města Bardejov v okrese Bardejov v Prešovském kraji na Slovensku. Území bylo vyhlášeno v roce 1979 a jeho rozloha je 0,71 hektaru. Předmětem ochrany je typická luční slatinná vegetace flyšové části Nízkých Beskyd s bohatým výskytem vachty trojlisté (Menyanthes trifoliata).